# Ogień (album Siwers-Tomiko)
Ogień – album studyjny polskiego duetu hip-hopowego Siwers-Tomiko. Wydawnictwo ukazało się 22 października 2010 roku nakładem wytwórni muzycznej Aptaun Records. Produkcji nagrań podjęli się Siwers, Złote Twarze oraz Szczur. Z kolei wśród gości znaleźli się Pyskaty, Parzel, Sylwia Dynek, Juras, Bzyker, Balu, Łysol, Weresz, Ero, Hazzidy oraz Kitano. Scratche wykonali DJ Tactik, DJ Mini, DJ Fejm oraz DJ Technik.

## Lista utworów
Opracowano na podstawie materiału źródłowego.
1. „Uwolnij mnie” (produkcja: Siwers) – 3:29
2. „Wchodzę w to” (produkcja: Siwers) – 3:43
3. „Nie chcę” (gościnnie: Pyskaty, produkcja: Siwers, scratche: DJ Taktik) – 3:40
4. „To co mam” (produkcja: Siwers, scratche: DJ Mini) – 3:15
5. „Szukam” (gościnnie: Parzel, produkcja: Siwers) – 3:44
6. „Między początkiem, a końcem” (produkcja: Siwers) – 3:34
7. „Czarna seria” (produkcja: Siwers, scratche: DJ Taktik) – 3:24
8. „Przelałem na kartki” (produkcja: Siwers, scratche: DJ Fejm) – 2:54
9. „Nie zapominam” (gościnnie: Sylwia Dynek, produkcja: Siwers) – 3:31
10. „Kiedyś, a dziś” (produkcja: Złote Twarze, scratche: DJ Technik) – 3:04
11. „Na koniec świata” (produkcja: Siwers) – 3:40
12. „Żeby życie miało smak” (gościnnie: Juras, produkcja: Siwers) – 4:43
13. „To nie przypadek” (produkcja: Szczur) – 3:03
14. „Ogień” (produkcja: Siwers) – 3:22
15. „Tu i teraz” (gościnnie: Juras, Sylwia Dynek, produkcja: Siwers) – 4:48
16. „Nie jestem wzorcem” (gościnnie: Balu, Bzyker, Ero, HZD, Kitano, Weresz, Łysol) – 4:44